# 1938年の野球
1938年の野球（1938ねんのやきゅう）では、1938年の野球界における動向をまとめる。

## 競技結果

### 日本プロ野球

#### ペナントレース
| 順位 | 球団           | 勝 | 敗 | 分 | 勝率 | 差   |
| ---- | -------------- | -- | -- | -- | ---- | ---- |
| 優勝 | 大阪タイガース | 29 | 6  | 0  | .829 | -    |
| 2位  | 東京巨人軍     | 24 | 11 | 0  | .686 | 5.0  |
| 3位  | 阪急軍         | 21 | 13 | 1  | .618 | 7.5  |
| 4位  | イーグルス     | 18 | 15 | 2  | .545 | 10.0 |
| 5位  | 東京セネタース | 13 | 21 | 1  | .382 | 15.5 |
| 6位  | 名古屋金鯱軍   | 13 | 22 | 0  | .371 | 16.0 |
| 7位  | 名古屋軍       | 11 | 24 | 0  | .314 | 18.0 |
| 8位  | ライオン軍     | 9  | 26 | 0  | .257 | 20.0 |

| 順位 | 球団           | 勝 | 敗 | 分 | 勝率 | 差   |
| ---- | -------------- | -- | -- | -- | ---- | ---- |
| 優勝 | 東京巨人軍     | 30 | 9  | 1  | .769 | -    |
| 2位  | 大阪タイガース | 27 | 13 | 0  | .675 | 3.5  |
| 3位  | 阪急軍         | 21 | 17 | 2  | .553 | 8.5  |
| 4位  | 名古屋軍       | 19 | 18 | 3  | .514 | 10.0 |
| 5位  | 東京セネタース | 19 | 20 | 1  | .487 | 11.0 |
| 5位  | ライオン軍     | 19 | 20 | 1  | .487 | 11.0 |
| 7位  | イーグルス     | 15 | 20 | 5  | .429 | 13.0 |
| 8位  | 南海軍         | 11 | 26 | 3  | .297 | 18.0 |
| 9位  | 名古屋金鯱軍   | 11 | 29 | 0  | .275 | 19.5 |

#### 個人タイトル
| タイトル     | 選手       | 球団           | 成績      |
| ------------ | ---------- | -------------- | --------- |
| 最優秀選手   | 苅田久徳   | 東京セネタース |           |
| 首位打者     | 中島治康   | 巨人           | .345      |
| 最多本塁打   | B.ハリス   | イーグルス     | 6本       |
| 最多打点     | 景浦將     | 大阪           | 31打点    |
| 最多盗塁     | 江口行男   | 金鯱           | 14盗塁    |
| 最多安打     | 中島治康   | 巨人           | 50安打    |
| 最高出塁率   | 桝嘉一     | 名古屋         | .493      |
| 最優秀防御率 | 西村幸生   | 大阪           | 1.52      |
| 最多勝利     | スタルヒン | 巨人           | 14勝      |
| 最多奪三振   | 亀田忠     | イーグルス     | 137奪三振 |
| 最高勝率     | 御園生崇男 | 大阪           | .909      |

| タイトル     | 選手       | 球団 | 成績      |
| ------------ | ---------- | ---- | --------- |
| 最優秀選手   | 中島治康   | 巨人 |           |
| 首位打者     | 中島治康   | 巨人 | .361      |
| 最多本塁打   | 中島治康   | 巨人 | 10本      |
| 最多打点     | 中島治康   | 巨人 | 38打点    |
| 最多盗塁     | 佐々木常助 | 金鯱 | 20盗塁    |
| 最多安打     | 中島治康   | 巨人 | 56安打    |
| 最高出塁率   | 中島治康   | 巨人 | .428      |
| 最優秀防御率 | スタルヒン | 巨人 | 1.05      |
| 最多勝利     | スタルヒン | 巨人 | 19勝      |
| 最多奪三振   | スタルヒン | 巨人 | 146奪三振 |
| 最高勝率     | スタルヒン | 巨人 | .905      |

#### ベストナイン
この年は選出なし

### 社会人野球
- 決勝（明治神宮野球場・8月11日）

藤倉電線（東京市）4-1 全京城（京城府）

### 東京大学野球
- 春 - 早明の優勝決定戦により、明大が優勝。
- 秋 - 明大が7勝2敗1分で前年春から4連覇を達成。

### 中等野球
- 第15回選抜中等学校野球大会決勝（阪神甲子園球場・4月4日）
中京商（愛知県）1-0 東邦商（愛知県）
- 第24回全国中等学校優勝野球大会決勝（阪神甲子園球場・8月22日）
平安中（京都府） 2-1 岐阜商（岐阜県）

### メジャーリーグ
- ワールドシリーズ
ニューヨーク・ヤンキース（ア・リーグ） （4戦全勝） シカゴ・カブス（ナ・リーグ）

## できごと

### 3月
- 3月1日 - 南海野球株式会社（南海軍）設立。
- 3月15日 - 洲崎球場での東京巨人軍対名古屋金鯱軍戦ダブルヘッダー第2試合が満潮のため、コールドゲームとなる[2]。
- 3月29日 - 日本職業野球連盟の総会において、南海軍の加盟を承認[3]。

### 4月
- 4月4日 - 選抜中等学校野球大会の決勝戦が阪神甲子園球場において行われ、共に愛知県の中京商が4対1で東邦商との同県対決を制し初優勝、昨年の選手権大会に続く史上2校目の夏春連覇を達成する。
- 4月11日 - 名古屋軍の小坂三郎が対ライオン軍戦（甲子園）で日本プロ野球史上初の1試合3盗塁死を記録（すべて二盗を試みて失敗）[4]。

### 6月
- 6月12日 - イーグルスの亀田忠が対東京セネタースで日本プロ野球タイ記録の12与四死球を記録[5]。
- 6月15日 -【MLB】 シンシナティ・レッズのジョニー・ヴァンダー・ミーアが前回先発の6月11日に続く、先発2試合連続ノーヒットノーランを達成。
- 6月21日 - 東京セネタースの金子裕が対名古屋戦で5回2死から2押し出しを含む、日本プロ野球記録の5連続与四球を記録[6]。

### 7月
- 7月3日 - 大学野球の全国的統制を企図した新協会が慶應大と折り合わずに流れる[2]。
- 7月13日 - 大阪タイガースが後楽園球場でのダブルヘッダーに連勝し、大阪の春季に於ける優勝が決定。
- 7月16日 - イーグルスの亀田忠が対金鯱戦の8回、日本プロ野球記録の1イニング6与四死球を記録[6]。
- 7月28日 - 南海の「南海結成記念試合」が堺大浜球場において阪急軍と行われるが、3回南海が2点を先制した直後に降雨で中止となる[7]。

### 8月
- 8月11日 - 都市対抗野球大会の決勝戦が明治神宮野球場で行われ、東京市・藤倉電線が4対1で京城府・全京城を破り、優勝。
- 8月22日 - 全国中等学校優勝野球大会の決勝戦が行われ、京都府の平安中が2対1のサヨナラ勝ちで岐阜商に勝利し、優勝。
- 9月6日 - 南海が対名古屋金鯱軍戦に勝利し、リーグ公式戦初勝利[8]。
- 9月9日 - 大阪の景浦將が7月9日の対名古屋戦からこの日の金鯱戦まで1リーグ時代の記録となる16試合連続安打を達成。この間の成績は57打数19安打14四死球16得点[9]。
- 9月11日 - 南海が対ライオン軍戦（阪急西宮球場）において、17四球で日本プロ野球初の毎回与四球を記録[10]。試合は8対7で南海がサヨナラ勝利。
- 9月30日 - イーグルスの亀田忠が対金鯱戦で日本プロ野球初の毎回奪三振（三振数は12）を記録[11]。

### 10月
- 10月2日 - セネターズ対ライオン戦（後楽園球場）で、日本プロ野球史上初となる先頭打者初球本塁打かつサヨナラ本塁打で東京セネタースが勝利する（詳細は参照）[12]。
- 10月1日 - イーグルスの亀田忠が対名古屋戦（後楽園）において、10四球で日本プロ野球初の全員与四球を記録。試合は4対3で名古屋が勝利。
- 10月19日 - 名古屋軍の倉本信護が対東京セネタース戦において、10回裏に日本プロ野球初のサヨナラ満塁本塁打を記録[3]。
- 10月9日 - 【MLB】ワールドシリーズの第4戦がヤンキー・スタジアムにおいて行われ、アメリカンリーグのニューヨーク・ヤンキースがナショナルリーグのシカゴ・カブスに8対3で勝利して3年連続7度目の優勝達成。
- 10月10日 - アメリカ合衆国の女子野球団51名が来日

### 11月
- 11月12日 - 東京巨人軍対金鯱戦（後楽園）で巨人が勝利し、巨人の秋季に於ける優勝が決定。
- 11月16日 - イーグルス対大阪戦において、日本プロ野球史上初の打順間違いが起きる（参照）[13]。
- 11月17日 - 巨人の中島治康が日本プロ野球史上初の打撃部門のタイトル三冠王を達成するが、当時は三冠王の認識がなく、1965年9月30日のプロ野球実行委員会において三冠王に認定されている[14]。
- 11月26日 - タイガース対巨人の年度優勝決定戦第1戦で、審判の判定に不服を持った巨人・藤本定義監督とバットを手にした三原脩が、試合後に抗議のために審判室に押しかけ、後日、出場停止処分と罰金処分を受ける。三原はこの処分を不服として、閉幕後に巨人を退団。

### 12月
- 12月2日 - 大阪タイガースが年度優勝決定戦で東京巨人軍に4連勝して年度優勝を決める。
  - 第1試合（11月26日）大阪タイガース 3-2 東京巨人軍（甲子園）
  - 第2試合（11月27日）大阪タイガース 5-4 東京巨人軍（甲子園）
  - 第3試合（12月1日）大阪タイガース 5-3 東京巨人軍（後楽園）
  - 第4試合（12月2日）大阪タイガース 4-2 東京巨人軍（後楽園）

## 誕生

### 1月
- 1月1日 - 今泉幸雄（+ 2009年）
- 1月5日 - 坂崎一彦（+ 2014年）
- 1月10日 - ウィリー・マッコビー（+ 2018年）
- 1月12日 - 高林恒夫（+ 2009年）
- 1月14日 - 浜中祥和
- 1月15日 - 益田昭雄
- 1月18日 - カート・フラッド（+ 1997年）
- 1月21日 - 種部儀康
- 1月23日 - 馬場正平（+ 1999年）

### 2月
- 2月7日 - ジョニー・ワーハス
- 2月7日 - 高島正義
- 2月11日 - 大木利男
- 2月13日 - 種茂雅之
- 2月18日 - マニー・モタ
- 2月26日 - 梶本靖郎

### 3月
- 3月1日 - 近藤光郎
- 3月3日 - 米田哲也
- 3月8日 - 森滝義巳
- 3月17日 - 柄崎英樹
- 3月21日 - 坂井勝二
- 3月23日 - 石上滋夫
- 3月31日 - 藤本伸

### 4月
- 4月1日 - 近藤昭仁（+ 2019年）
- 4月10日 - 村田元一
- 4月11日 - 藤本正一（* 没年不明）
- 4月12日 - 福井宏
- 4月21日 - 鈴木孝雄

### 5月
- 5月1日 - 赤池彰敏
- 5月3日 - 渡海昇二（+ 2016年）
- 5月7日 - 岩上江笠
- 5月10日 - 財津守（+ 1990年）
- 5月21日 - 荒井穣吉
- 5月29日 - フェイ・ヴィンセント

### 6月
- 6月9日 - 竹下光郎
- 6月9日 - 徳武定祐
- 6月12日 - 東田巍
- 6月13日 - 中本富士雄
- 6月15日 - ビリー・ウィリアムズ
- 6月18日 - 岡田彬
- 6月18日 - 山崎正之（+ 1991年）
- 6月18日 - 中島淳一
- 6月20日 - 斎藤達雄
- 6月21日 - 芝野忠男

### 7月
- 7月4日 - 杉本公孝
- 7月5日 - 蔦行雄（+ 2007年）
- 7月7日 - 星山晋徳
- 7月7日 - 木村軍治
- 7月8日 - 今津光男（+ 2005年）
- 7月9日 - 斎藤良雄
- 7月15日 - 平光清（+ 2011年）
- 7月20日 - トニー・オリバ
- 7月22日 - 山本一義（+ 2016年）
- 7月26日 - 三平晴樹（+ 2016年）

### 8月
- 8月1日 - 太田勝（+ 没年不明）
- 8月31日 - 山本兵吾（+ 1999年）

### 9月
- 9月2日 - 三浦清弘（+ 2016年）
- 9月4日 - 渡会純男
- 9月8日 - 佐藤道輔（+ 2009年）
- 9月15日 - ゲイロード・ペリー（+ 2022年）
- 9月19日 - 西三雄（+ 2017年）
- 9月20日 - 吉田英司
- 9月28日 - 中村稔（+ 2021年）

### 10月
- 10月1日 - 三宅孝夫
- 10月6日 - 辰市祐英
- 10月9日 - 妻島芳郎

### 11月
- 11月2日 - 幸田優（+ 1995年）
- 11月7日 - ジム・カート
- 11月15日 - 並木輝男（+ 1988年）
- 11月15日 - 醍醐猛夫（+ 2019年）
- 11月17日 - 茂木忠之（+ 2002年）
- 11月28日 - 岡野義光

### 12月
- 12月1日 - 金田高義
- 12月1日 - 萩原千秋（+ 2018年）
- 12月2日 - 権藤博
- 12月12日 - 黒江透修
- 12月22日 - マティ・アルー（+ 2011年）
- 12月28日 - 高屋俊夫

## 死去
- 4月11日 - クリストバル・トリエンテ（* 1893年）
- 4月19日 - 永井武雄（* 1904年）